# 大阪府第6區
大阪府第6區是日本眾議院的選區，始於1994年。

## 小選舉区選出議員
| 選舉名                 | 年     | 当選者   | 党派       | 選區範圍                           |
| ---------------------- | ------ | -------- | ---------- | ---------------------------------- |
| 第41屆眾議院議員總選舉 | 1996年 | 福島豐   | 新進党     | 大阪市旭区、鶴見区、守口市、門真市 |
| 第42屆眾議院議員總選舉 | 2000年 | 福島豐   | 公明党     | 大阪市旭区、鶴見区、守口市、門真市 |
| 第43屆眾議院議員總選舉 | 2003年 | 福島豐   | 公明党     | 大阪市旭区、鶴見区、守口市、門真市 |
| 第44屆眾議院議員總選舉 | 2005年 | 福島豐   | 公明党     | 大阪市旭区、鶴見区、守口市、門真市 |
| 第45屆眾議院議員總選舉 | 2009年 | 村上史好 | 民主党     | 大阪市旭区、鶴見区、守口市、門真市 |
| 第46屆眾議院議員總選舉 | 2012年 | 伊佐進一 | 公明党     | 大阪市旭区、鶴見区、守口市、門真市 |
| 第47屆眾議院議員總選舉 | 2014年 | 伊佐進一 | 公明党     | 大阪市旭区、鶴見区、守口市、門真市 |
| 第48屆眾議院議員總選舉 | 2017年 | 伊佐進一 | 公明党     | 大阪市旭区、鶴見区、守口市、門真市 |
| 第49屆眾議院議員總選舉 | 2021年 | 伊佐進一 | 公明党     | 大阪市旭区、鶴見区、守口市、門真市 |
| 第50屆眾議院議員總選舉 | 2024年 | 西田薰   | 日本維新會 | 大阪市旭区、鶴見区、守口市、門真市 |